# Finnairin Palloilijat
Finnairin Palloilijat (svenska: "Finnairs bollpojkar"), vanligen endast FinnPa, var en fotbollsklubb från Helsingfors i Nyland, knuten till Finnair.
FinnPa bildades under namnet Aeron Pallo 1965 av anställda på Finnair, på samma vis som IF Saab bildades av fabriksarbetare på Saab. Laget kvalspelade till Tipsligan för första gången 1991 men föll i två raka matcher mot OTP från Uleåborg. Lyckan stod huvudstadslaget bättre bi 1992 då FinnPa fick revansch på Uleåborgslaget, som då bytt namn till FC Oulu; en mållös match i Uleåborg följdes av en FinnPa-seger hemma med 1-0.
Laget slutade på fjärde plats i Tipsligan 1993 och sedan på femte plats i Mästerskapsserien, mycket tack vare Tommi Paavola och Jari Rantanen, som slutade tvåa respektive trea i målligan. Publiktillströmningen var god, snittet på 2 986 räckte till en tredjeplats i publikligan. Säsongen 1994 besannade FinnPa klyschan om "det svåra andraåret" då klubben slutade på en mer blygsam tionde plats. De svaga resultaten fick återverkningar på publiktillströmningen som i snitt var 1 915. Det blev något roligare för helsingforsarna 1995 då laget placerade sig som åttonde i sluttabellen och publiksnittet höjdes till 2 499.
Säsongen 1996 återinfördes Mästerskapsserien för de sex främsta lagen. FinnPa slutade fyra i såväl grundserien som i Mästerskapsserien, med ett publiksnitt på 2 263. Till säsongen 1997 krymptes ligan till tio lag och FinnPa nådde då sin största framgång med en tredjeplats i sluttabellen. Publiksnittet sjönk dock till 1 856. Året efter föll dock FinnPa tungt: Laget slutade på nionde och näst sista plats, vilket innebar kvalspel mot TPV (och publiksnittet stannade på modesta 1 804). Det första kvalmötet i Tammerfors slutade 1-1 och returen i Helsingfors slutade 2-2. FinnPa föll därmed ur ligan på grund av färre gjorda mål på bortaplan. Än värre blev det efter säsongen då Finnair meddelade att de inte skulle fortsätta understödja FinnPa ekonomiskt. Efter det meddelandet begärdes klubben i konkurs.

## Tidigare spelare
| - Sixten Boström - Tommi Grönlund - Erik Holmgren - Petri Järvinen - Markku Kanerva - Mika Kottila - Kari Laukkanen - Janne Mäkelä | - Antti Pohja - Roni Porokara - Jari Rantanen - Janne Suokonautio - Kimmo Tarkkio - Simo Valakari - Jari Vanhala - Jani Viander |